# Słaby punkt
Słaby punkt (ang. Fracture, niem. Das Perfekte Verbrechen) – amerykańsko-niemiecki film fabularny z roku 2007. W głównych rolach występują Ryan Gosling i Anthony Hopkins.

## Obsada
- Anthony Hopkins – Ted Crawford
- Ryan Gosling – Willy Beachum
- David Strathairn – Joe Lobruto
- Rosamund Pike – Nikki Gardner
- Embeth Davidtz – Jennifer Crawford
- Billy Burke – Rob Nunally
- Cliff Curtis – detektyw Flores
- Fiona Shaw – sędzia Robinson
- Bob Gunton – sędzia Gardner
- Josh Stamberg – Norman Foster
- Xander Berkeley – sędzia Moran
- Zoe Kazan – Mona
- Judith Scott – pensjonariuszka
- Gary Cervantes – Ciro
- Petrea Burchard – dr Marion Kang
- Garz Chan – asystent kierownika hotelu
- Yorgo Constantine – obrońca z urzędu dla Rosjan
- Michael Khmurov – Rosjanin
- Kaily Smith – sekretarka Lobruto
- Cooper Thornton – obrońca z urzędu
- Wendy Cutler – Gladys
- Joe Spano – sędzia Joseph Pincus
- Peter Breitmayer – człowiek NTSB
- Mirron E. Willis – zarządca Morana
- Lou Reyes – lekarz SWAT
- R.J. Chambers – urzędnik sądowy
- Eugene Collier – urzędnik sądowy
- Tom Virtue – pełnomocnik Apley
- Gunter Simon – sanitariusz
- Frank Torres – sanitariusz
- Payton Koch – dzieciak
- Cooper Koch – dzieciak
- Sophie Hoblit – dzieciak
- Caroline Weinstock – dzieciak
- Alexander Weinstock – dzieciak
- Julia Emelin – Rosjanka
- Alla Korot – tłumaczka języka rosyjskiego
- Jeff Enden – detektyw
- Valerie Dillman – Peg Gardner
- Larry Sullivan – Lee Gardner
- David Purdham – Burt Wooton
- Gonzalo Menendez – umundurowany policjant
- John Littlefield – policjant
- Monica Garcia – sekretarka Crawforda
- Sandra Prosper – Karla
- Rainy Kerwin – recepcjonistka
- Lyle Kanouse – posłaniec
- Vivica Genaux – śpiewaczka operowa
- Retta – policjantka w pokoju zeznań